# Panair do Brasil
Panair do Brasil или просто Panair (аббревиатура от Pan American Airways) — одна из ранних авиакомпаний Бразилии. Была создана в 1930 году мексиканцем Ральфом О’Нилом как NYRBA do Brasil, но в том же году выкуплена американской Pan American Airways и переименована. В 1940-х первой в стране стала выполнять пассажирские рейсы в Европу, а с 1946 являлась флагманским авиаперевозчиком. В 1961 году начала эксплуатацию реактивных авиалайнеров, но уже в 1965 году, в период военной диктатуры, по решению властей прекратила деятельность и была закрыта.

## Предыстория

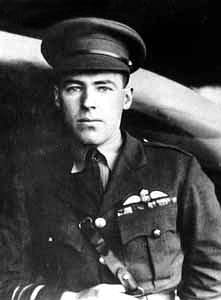
Ральф Эмброуз О’Нил

После окончания Первой мировой войны в южноамериканской авиации началось усиление немецкого влияния, в том числе в 1919 году в Колумбии начала работать SCADTA, в управлении которой были немецкие эмигранты. В 1924 году начала выполнять полёты уже немецкая Condor Syndikat, имеющая офис в Берлине, в 1927 она была преобразована в бразильскую Syndicato Condor, но по факту оставаясь дочерним предприятием немецкой Deutsche Luft Hansa; в том же году немецким эмигрантом Отто Мейером была создана VARIG. При этом все эти перевозчики закупали именно немецкие лайнеры, то есть поддерживали промышленность Германии. Это вызывало беспокойство в США, где в противовес немецким авиакомпаниям была создана Pan American Airways, однако последняя имела ограниченный доступ на внутренние рынки авиаперевозок южноамериканских стран. Чтобы выполнять внутренние перевозки в той же Бразилии без ограничений требовалось зарегистрировать компанию именно в данной стране, потому и были созданы Syndicato Condor и VARIG.
Мексиканец Ральф О’Нил в период Первой мировой служил лётчиком в американских ВВС, а после её окончания благодаря владению испанским стал представителем компаний Boeing и Pratt & Whitney в Южной Америке. Должность позволяла ему видеться с главами различных стран, а путешествуя по континенту О’Нил пришёл к идее, что необходима авиакомпания, которая бы соединила Южную и Северную Америки. Прежде всего была предпринята попытка приобрести бразильского перевозчика, а выбор был сделан в пользу только появившейся небольшой Empresa de Transporte Aéreo (ETA). Однако стороны не смогли договориться, поэтому переговоры о покупке компании были прекращены.

## История

### NYRBA do Brasil
Не сумев купить чужую компанию, Ральф О’Нил создал собственную — New York, Rio, and Buenos Aires Line или сокращённо NYRBA, которая 15 октября 1929 года получила разрешение выполнять полёты в Бразилии, а 22 октября начала свою деятельность, используя во флоте гидросамолёты Sikorsky S-38 и Consolidated Commodore. 23 декабря стали совершаться рейсы из Буэнос-Айреса в Майами вдоль восточного побережья, продолжительность которых с учётом 8 промежуточных посадок составляла 6 дней. Так как бразильские власти ограничивали деятельность иностранных компаний на своей территории, 24 января 1930 года была создана дочерняя NYRBA do Brasil, которая в тот же день стала обслуживать направление Рио-де-Жанейро — Форталеза. Молодой перевозчик столкнулся с жёсткой конкуренцией со стороны той же ETA, а также Syndicato Condor и Pan American. В свою очередь американские власти решив бороться с немецким влиянием в Латинской Америке приняли решение о субсидировании своих перевозчиков. И тут Хуан Трипп — глава Pan Am, использовал всё своё влияние среди американских политиков, чтобы убедить их, что именно его компания должна представлять интересы США за рубежом. NYRBA do Brasil лишилась шансов на субсидирование, а потому стала испытывать финансовые проблемы. 30 апреля 1930 года все её акции приобрела американская же Pan American.

### Под крылом Pan Am

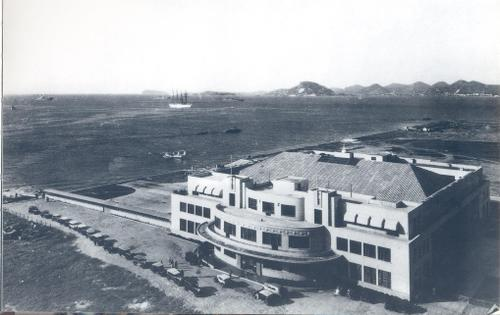
Здание штаб-квартиры Panair в аэропорту Сантос-Дюмон, Рио-де-Жанейро

17 октября 1930 NYRBA do Brasil стала дочерним предприятием Pan Am, а с 21 ноября её стали называть Panair; 21 декабря того же года уже была официально зарегистрирована бразильская компания Panair do Brasil, активы которой принадлежали Pan Am. Американский перевозчик передал во флот дочернего по четыре Sikorsky S-38 и Consolidated Commodore, а спустя пять дней стали выполняться полёты по маршруту Рио-де-Жанейро — Буэнос-Айрес; маршруты Panair были связаны с маршрутами Pan Am, что способствовало привлечению пассажиров.

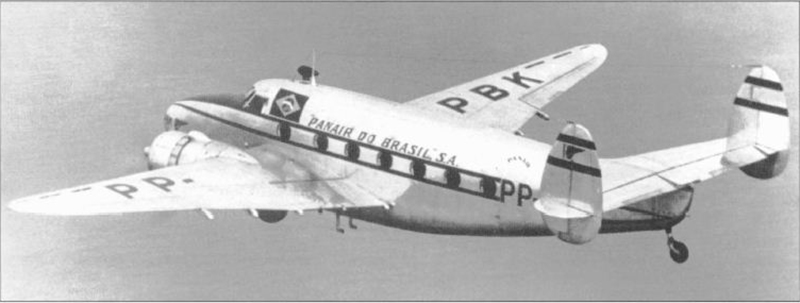
Lockheed Lodestar компании Panair do Brasil

Проамериканский перевозчик столкнулся со значительным немецким влиянием в стране, к тому же началась «Эра Варгаса», когда отношения между Бразилией и Германией были особенно сильны, а на рынке воздушных перевозок преуспевали Condor Syndikat и VARIG, закупавшие немецкие машины; основным конкурентом при этом был Syndicato Condor, с которым Panair работала на общих маршрутах из Бразилии в Боливию. Поначалу в новой компании работали исключительно американские лётчики, ранее служившие в ВВС США; первые бразильские пилоты появились в штате в 1935, а в 1938 году американские экипажи покинули Panair. В 1936 году флот пополнился двумя Fairchild 91 и двумя Lockheed 10E Electra. Хотя бразильские военные продолжали поддерживать Syndicato Condor, но и у Panair имелся влиятельный союзник — Озвалду Аранья — посол Бразилии в США и будущий министр иностранных дел, который всячески старался устранить любую помощь прогерманскому перевозчику; VARIG оказалась в стороне от этих баталий, так как обслуживала только южные районы Латинской Америки и не интересовала американцев. В июне 1940 из Pan Am были переданы два Douglas DC-2-100 (борты PP-PAY и PP-PAZ), которые обслуживали короткие маршруты, но были проданы уругвайской PLUNA уже в 1942 году.
27 апреля 1941 года Panair первой среди бразильских перевозчиков выполнила пассажирский рейс в Европу. Тем временем Pan American подключила свои финансы для строительства наземных аэродромов в таких крупных городах, как Белен, Макапа, Масейо, Натал, Ресифи, Салвадор, Сан-Луис, Форталеза и других, а также подъездные пути к ним, что позволило расширить сеть перевозок. Были приобретены и четырнадцать 12-местных Lockheed L-18-10 Lodestar, что позволило увеличить размер флота. У Syndicato Condor и VARIG в свою очередь с началом Второй мировой возникли проблемы с эксплуатацией немецких машин, так как прекратились поставки запчастей, в связи с чем прекратились полёты по нескольким маршрутам, которые тут же захватил проамериканский перевозчик. С сентября 1943 года Panair стала выполнять свои первые ночные рейсы по маршруту Рио — Белем.

### Флагманский перевозчик

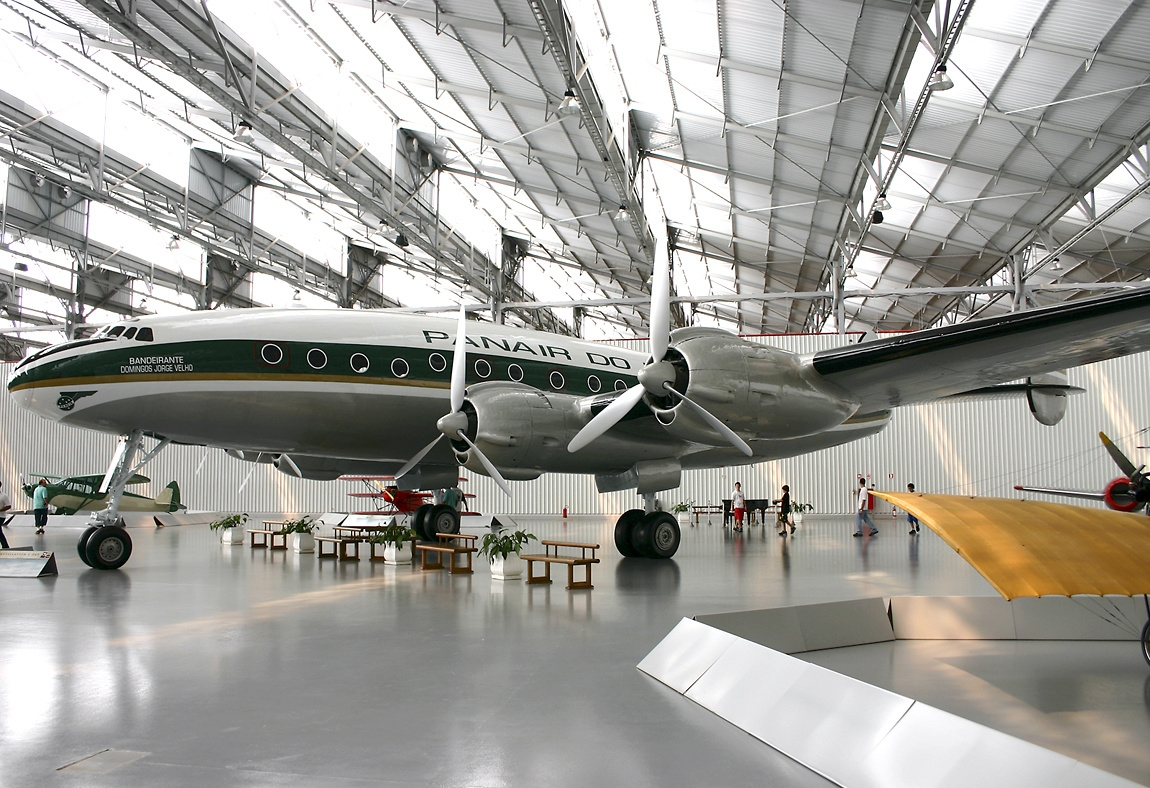
Lockheed L-049 в ливрее Panair do Brasil (стиль 1950-х годов)

В 1942 году бразильские бизнесмены стали постепенно выкупать у Pan American акции Panair и к 1946 году 51 % последних, то есть контрольный пакет, принадлежали уже Бразилии; Panair do Brasil отныне стала флагманским авиаперевозчиком. 30 марта того же года она первой, среди операторов за пределами США, получила современный на то время Lockheed L-049 Constellation (борт PP-PCF), который 3 апреля стал летать в Европу по маршруту Рио — Ресифи — Дакар — Лиссабон — Париж — Лондон; Panair стала и первой небританской авиакомпанией, начавшей выполнять рейсы в только открывшийся гражданский аэропорт Лондон-Хитроу. Однако регулярные полёты в Европу стали совершаться только в мае, когда поступил второй Constellation (борт PP-PCB). С 1945 года флот стал пополняться и Douglas DC-3, которые после окончания военных событий оказались в военном излишке и потому стоили достаточно дёшево, а всего их поступило 23 штуки. По данным на 1946 год в Panair do Brasil эксплуатировались 48 самолётов, что на тот момент делало её крупнейшей в стране.

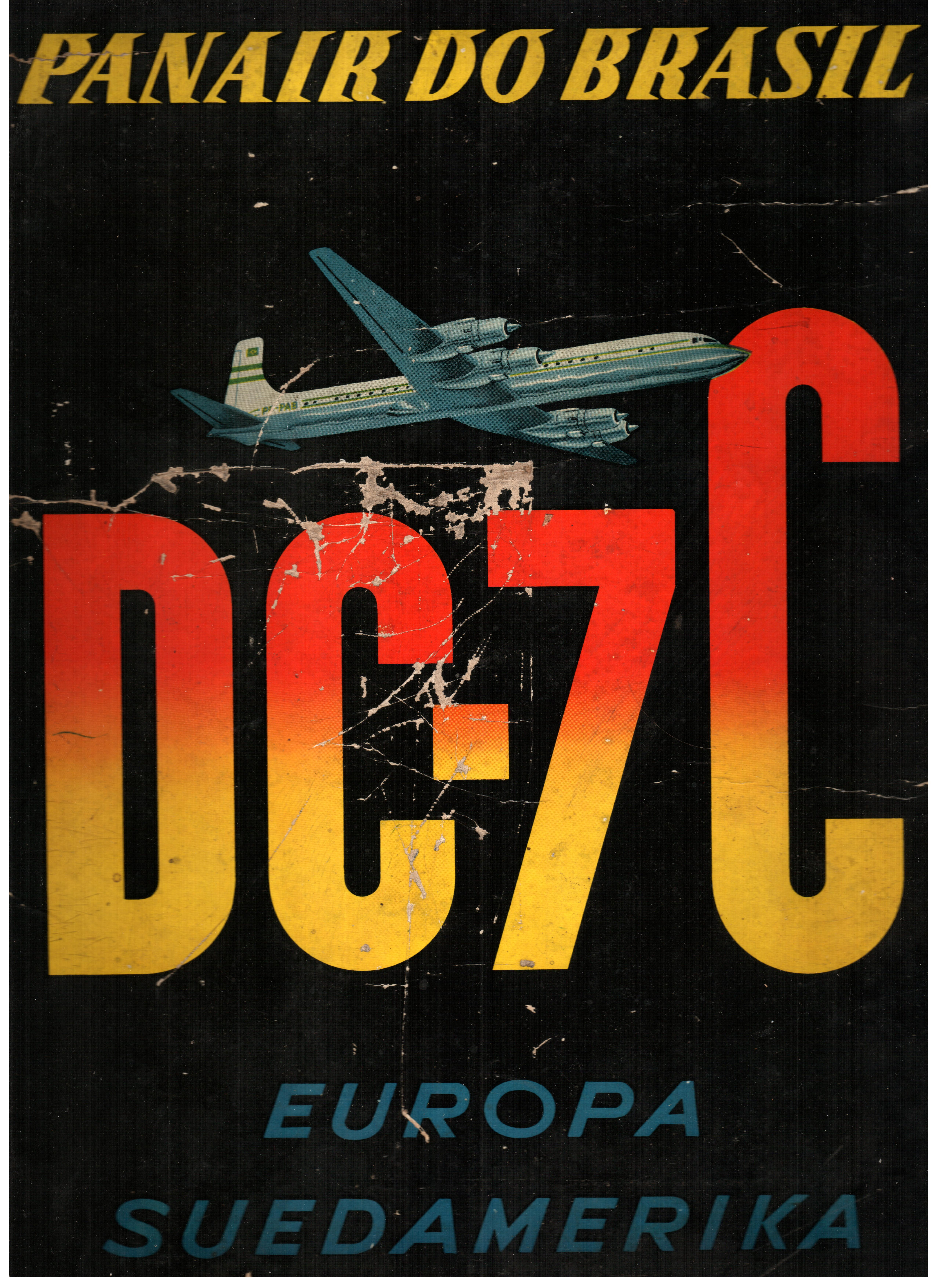
Douglas DC-7C в рекламе Panair do Brazil

С 1948 года в компанию поступили восемь 18-местных гидросамолётов Consolidated PBY-5A Catalina, благодаря которым стали совершаться полёты в удалённые небольшие города, которые не имели собственных аэродромов. В 1953—1954 году у Pan Am были приобретены шесть Lockheed L-149, которые по сравнению с предыдущей моделью имели увеличенные дальность и взлётный вес. В 1952 году Panair одна из первых в мире заказала партию de Havilland Comet 1 — первого в мире серийного реактивного авиалайнера; однако этот заказ был отменён после нескольких нашумевших катастроф. Тогда взамен была приобретена партия Douglas DC-7, первый из которых прибыл 5 апреля 1957 года, а следом поступили ещё пять; эти лайнеры заменили Constellation на маршрутах в Европу и Дальний Восток, а также в Аргентину, Перу и Чили. В 1958 году у Lóide Aéreo Nacional были куплены четыре Douglas DC-6A (борты PP-LFA — PP-LFD), но уже в 1961 они перешли во флот VASP.
Для предотвращения недобросовестной конкуренции, было заключено «джентльменское соглашение» с Lóide о разделе сфер влияния в стране, а в 1960 году удалось заключить договор Дружеский рейс с португальской TAP, согласно которому раз в неделю (позже частота была увеличена) между Бразилией и Португалией выполнялся специальный пассажирский рейс, билеты на который были дешевле, по сравнению с обычными, но доступны только гражданам данных двух стран. В 1959 году с Pan Am были начаты переговоры о выкупе оставшихся акций, что и было завершено в 1961 — Panair теперь полностью принадлежала бразильским акционерам.

### Реактивная эра
В 1959 году VARIG получила свои первые Sud Aviation SE-210 Caravelle, став первым в Латинской Америке оператором реактивных авиалайнеров. а также ожидала в ближайшее время поступления Boeing 707-400 для выполнения трансконтинентальных рейсов. Panair стала отставать в конкурентной борьбе, поэтому приобрела у Pan American четыре Douglas DC-8-33, первый из которых (борт PP-PDS) прибыл 21 марта 1961 года. А с июля 1962 года компания получила и четыре региональных Sud SE-210 Caravelle VI-R. 20 августа того же года один из DC-8 разбился при вылете из Рио-де-Жанейро, что стало первой катастрофой реактивного авиалайнера в стране и сильно подорвало имидж Panair. Также переход на новые самолёты порой требовал переустройства инфраструктуры, что влекло дополнительные расходы. Авиаперевозчик стал нести финансовые проблемы с обслуживанием флота, которые однако не были критическими.
В ночь с 31 марта на 1 апреля 1964 года в Бразилии произошёл военный переворот, в результате которого президент Жуан Гуларт был отстранён от власти, а в стране установилась военная диктатура во главе с маршалом Кастелу Бранку. Положение Panair do Brasil быстро изменилось в худшую сторону, ведь за ней стояли такие бизнесмены, как Селсо да Роша Миранда и Марио Уоллес Симонсен, которые были сторонниками свергнутого президента и не поддержали переворот. Начиная уже с середины 1964 года пошли слухи, что военные намереваются вмешаться в дела флагманской авиакомпании, аргументируя это высокой коррупцией в совете директоров. А 11 января 1965 года Министром авиации стал Эдуарду Гомеш, который был сторонником военного переворота.

### Закрытие
Вечером в среду 10 февраля 1965 года Panair do Brasil работала в обычном режиме, когда неожиданно в её штаб-квартиру в аэропорту Сантос-Дюмон (Рио-де-Жанейро) пришла телеграмма, подписанная Эдуарду Гомешом, согласно которой авиакомпания должна прекратить все полёты, так как её сертификат отзывается из-за крупных долгов, которые она погасить не в состоянии. Одновременно с этим, ангары и другие сооружения компании были оцеплены военными. Panair попыталась спасти свой капитал, подав заявление о защите от банкротства, однако 15 февраля суд в Рио-де-Жанейро объявил её банкротом.
Запретив Panair выполнять полёты, военное правительство в тот же день утвердило, что её внутренние рейсы возьмёт на себя компания Cruzeiro do Sul, а международные — VARIG. Из флота бывшего флагманского перевозчика три Caravelle и три Catalina были переданы Cruzeiro, два DC-8 — VARIG, а остальные были проданы другим операторам, либо списаны.
Само закрытие Panair do Brasil оказалось спланированным, ведь ни один рейс не был отменён, но выполнены Cruzeiro и VARIG. Например, телеграмма о решении правительства была получена за несколько минут до того, как из Рио должен был вылететь DC-8-33 борт PP-PDS, выполнявший рейс PB-22 во Франкфурт (с промежуточными посадками в Ресифи, Даккаре и Лиссабоне), однако вместо него VARIG почти сразу предоставила свой Boeing 707-441 борт PP-VJA. Существует даже теория, что одним из идеологов закрытия Panair был Рубен Берта — глава VARIG, который являлся союзником военного правительства; к тому же после устранения бывшего флагмана, его компания теперь получала доступ на маршруты в Европу, что означало увеличение прибыли, а значит и выход из сложного экономического положения, в котором VARIG находилась с начала 1960-х после приобретения консорциума Real-Aerovias-Nacional.
В декабре 1984 года Верховный суд установил, что обвинения против Panair do Brasil являлись ложными, а решение о банкротстве было вынесено под давлением военных; через 30 лет, 10 декабря 2014 года к аналогичным выводам пришла и Национальная комиссия правды.

## Происшествия
По имеющимся данным, крупнейшая катастрофа в истории Panair do Brasil произошла 28 июля 1950 года, когда Lockheed L-049 Constellation борт PP-PCG при повторном заходе на посадку в Порту-Алегри на удалении 15 км от аэропорта из-за преждевременного снижения зацепил линию электропередачи и врезался в 200-метровый холм. Погибли все находившиеся на борту 51 человек: 44 пассажира и 7 членов экипажа.